# Andries van Dam
Andries «Andy» van Dam (nascut el 8 de desembre de 1938 a Groningen) és un professor d'informàtica estatunidenc d'origen holandesa, i l'exvicepresident d'investigació de la Universitat de Brown a Providence, Rhode Island. Juntament amb Ted Nelson va contribuir al primer sistema d'hipertext, HES, en la dècada del 1960. És coautor de Computer Graphics: Principles and Practice («Infografia: Principis i pràctica») juntament amb J.D. Foley, S.K. Feiner i John Hughes. També va cofundar la precursora de la conferència ACM SIGGRAPH d'avui.
Andy és membre de diversos consells i comitès tècnics. Actualment és professor d'un curs d'introducció a la informàtica i cursos de computació gràfica a la Universitat de Brown.